# Kamboskalkoen
De kamboskalkoen (Aepypodius arfakianus) is een vogel uit de familie grootpoothoenders (Megapodiidae). De wetenschappelijke naam van de soort is voor het eerst geldig gepubliceerd in 1877 door Salvadori. Het is een endemische vogelsoort uit Nieuw-Guinea.

## Verspreiding en leefgebied
De soort komt voor in het bergland van West-Papoea en Papoea-Nieuw-Guinea en het heuvelland van de eilanden Misool en Yapen. Zijn leefgebied is subtropisch of tropisch bos en nevelwoud op een hoogte tussen de 800 en 2800 m boven de zeespiegel.

## Taxonomie
De soort kent twee ondersoorten.
- A. a. arfakianus: Yapen en Nieuw-Guinea.
- A. a. misoliensis: Misool.

## Beschermingsstatus
De omvang van de totale populatie wordt met een brede bandbreedte geschat op 6.700-670.000 vogels. Op de Rode Lijst van de IUCN heeft de soort de status niet bedreigd.